# جاري تنفيذ العمل (مسلسل تلفزيوني)
جاري تنفيذ العمل (بالإنجليزية: Work in Progress) هو مسلسل تلفزيوني كوميدي درامي أمريكي من إنتاج شركة شوتايم وعُرض لأول مرة في 8 ديسمبر 2019. المسلسل من تأليف آبي ماكناني وتيم ماسون، وساعدهم في التوزيع كلاً من ماكناني وماسون وليلي واتشوسكي، ومن إخراج ميسون. قام بأدوار البطولة ماكناني في دور أشبه بسيرة ذاتية جنبًا إلى جنب مع كارين أنجلين وسيليست بيتشوس وجوليا سويني (كنسخة خيالية عن نفسها) وثيو جيرمين. كُتب المسلسل بأكمله وصُور وأُنتج في شيكاغو.
عُرضت الحلقة التجريبية في مهرجان صندانس السينمائي. وعُرض الموسم الأول من مسلسل جاري تنفيذ العمل، المكون من ثماني حلقات، لأول مرة على قناة شوتايم في 8 ديسمبر 2019.

## طاقم العمل

### أدوار رئيسية
- آبي ماكناني بدور آبي، شابة تبلغ من العمر 45 عامًا تعيش مع الاكتئاب واضطراب الوسواس القهري.
- كارين أنجلين في دور أليسون، أخت آبي.
- سيليست بيتشوس في دور كامبل، صديقة آبي.
- جوليا سويني كنسخة خيالية عن نفسها.
- ثيو جيرمين في دور كريس، باريستا البالغ من العمر 22 عامًا والذي يدخل في علاقة مع آبي.[5]